# Альтернативна соціологія
Альтернати́вна соціоло́гія — напрям у соціологічній теорії, що базується на критиці утилітарних, прагматичних та споживацьких орієнтацій у панівній суспільній системі цінностей щодо ставлення до природи. Вона виникла в академічній і прикладній соціології наприкінці 60-х років ХХ ст. на тлі підйому молодіжного й студентського руху на Заході. Її представники (А. Гоулднер, Ч. Рейч, Т. Роззак та ін.) критикують буржуазну систему цінностей (утилітаристські, прагматичні, споживчі орієнтації) з позицій «культурної формації». Пропонується «культурна революція» або «революція свідомості», які докорінним чином мають змінити ставлення суспільства до екологічних проблем. Значну увагу приділяють проблемі соціалізації молоді.
Дослідження, проведені альтернативною соціологією, спрямовані на підтримку альтернативних рухів та громадських ініціатив.